# Svîstunivka, Mașivka
Svîstunivka (în ucraineană Свистунівка) este un sat în comuna Mala Nehvoroșcea din raionul Mașivka, regiunea Poltava, Ucraina.

## Demografie
Componența lingvistică a localității Svîstunivka
     Ucraineană (97,87%)
     Rusă (2,13%)
Conform recensământului din 2001, majoritatea populației localității Svîstunivka era vorbitoare de ucraineană (97,87%), existând în minoritate și vorbitori de rusă (2,13%).